# Robert Ellis Silberstein
Robert Ellis Silberstein, även känd som Bob Ellis, född 5 januari 1946 i Elberon, New Jersey, är en amerikansk musikchef och affärsman. Han har varit manager till flera musiker som Billy Preston, Diana Ross, Rufus, Ronnie Wood från Rolling Stones, Meat Loaf och Status Quo.